# Anhui Heli
Heli là một nhà sản xuất thiết bị xây dựng của Trung Quốc, chủ yếu được biết đến với việc sản xuất xe nâng. Với doanh thu khoảng 1 tỷ đô la Mỹ cho xe nâng, Heli là nhà sản xuất lớn nhất ở Trung Quốc và lớn thứ 7 trên thế giới dựa trên bảng xếp hạng doanh thu bán hàng năm 2018 do Modern Materials Handling.